# Luikbrug
De Luikbrug is een niet meer bestaande brug in het Antwerpse havengebied op de rechteroever van de Schelde, in de zogenaamde oude haven. De brug lag over de verbindingsgeul tussen het Asiadok en het Straatsburgdok.
De Luikbrug was een basculebrug van het Strausstype. Vroeger liep er ook een spoorlijn over de brug, naar de Steenborgerweert en het Albertkanaal. De brug is verwijderd en er resten enkel de brughoofden. 
Voor het werfverkeer van de aanleg van de Oosterweelverbinding is er op deze plek een tijdelijke ophaalbrug geïnstalleerd in de zomer van 2024.
In 1997 werd aan de onderzijde van de brug een kunstwerk van de Antwerpse kunstenares Nancy Van Meer bevestigd in het kader van de tentoonstelling Bridge Art tijdens het Portival-festival in de Haven van Antwerpen. Ook 5 andere bruggen in de oude haven werden op deze manier "aangekleed". De kunstwerken waren enkel zichtbaar als de bruggen geopend werden voor het scheepvaartverkeer.
Albertbrug · Asiabrug · Berendrechtbrug · Boudewijnbrug · Droogdokbrug · Farnesebrug · Frederik Hendrikbrug · Kattendijkbrug · Kempischebrug · Kruisschansbrug · Lefèbvrebrug · Lillobrug · Londenbrug · Luikbrug · Meestoofbrug · Melselebrug · Mexicobrug · Nassaubrug · Noorderlaanbrug · Noordkasteelbrug · Noordlandbrug · Oosterweelbrug · Oudendijkbrug · Petroleumbrug · Royersbrug · Siberiabrug · Straatsburgbrug · Van Cauwelaertbrug · Willembrug · Wilmarsdonkbrug · Zandvlietbrug · Ophaalbrug Merksem Groot Dok · Ophaalbrug Merksem Klein Dok